# Hägersten-Liljeholmen
Hägersten-Liljeholmen – okręg administracyjny (stadsdelsområde) w ramach gminy Sztokholm, położony w jej południowej części (Söderort).
Okręg administracyjny (stadsdelsområde) Hägersten-Liljeholmen został powołany 1 stycznia 2007 r. po połączeniu dotychczasowych okręgów Hägersten i Liljeholmen.
Według danych opublikowanych przez gminę Sztokholm, 31 grudnia 2014 r. stadsdelsområde Hägersten-Liljeholmen liczyło 83 283 mieszkańców, obejmując następujące dzielnice (stadsdel):
| - Aspudden - Fruängen - Gröndal - Hägersten - Hägerstensåsen | - Liljeholmen - Midsommarkransen - Mälarhöjden - Västberga - Västertorp |

Powierzchnia wynosi łącznie 15,22 km², z czego 2,14 km² stanowią wody.